# Atkinson, Nebraska
Atkinson är en ort i Holt County i Nebraska. Vid 2010 års folkräkning hade Atkinson 1 245 invånare.